# Chicks on Speed
Chicks on Speed is een Duitse, feministische synthpopgroep uit München, bestaande uit Alex Murray-Leslie en Melissa Logan. Ze zijn internationaal bekend geworden door hun hit Wordy Rappinghood uit 2003, een cover van het gelijknamige nummer van Tom Tom Club.

## Geschiedenis
De band is in 1997 opgericht door de Australische Alex Murray-Leslie en de Amerikaanse Melissa Logan, die toentertijd aan de kunstacademie in München studeerden. Na een paar opnames ontmoetten Leslie en Logan de in Duitsland geboren Kiki Moorse (dochter van filmmaker George Moorse), die toentertijd redacteur was bij Condé Nast Publications. In eerste instantie figureerde ze in een van de videoclips van de band, maar niet lang daarna werd ze een vast lid.
In 2000 brachten ze een cover uit van het nummer Kaltes Klares Wasser van de Duitse band Malaria!.
In 2021 bracht de band een nummer omtrent de coronapandemie uit genaamd Vaccinate Me Baby.

## Stijl
De elektronische muziek van CoS heeft banden met punk en andere alternatieve undergroundbewegingen, en kent thema's als feminisme en rebellie. Rondom de muziek vormde de groep een eigen stijl van DIY- en collageachtige kunstproducten, variërend van beeldende kunst tot kleding. Ook hebben de bandleden een platenmaatschappij met dezelfde naam.

## Discografie

### Albums
| Album met eventuele hitnotering(en) in de Nederlandse Album Top 100 | Datum van verschijnen | Datum van binnenkomst | Hoogste positie | Aantal weken | Opmerkingen       |
| ------------------------------------------------------------------- | --------------------- | --------------------- | --------------- | ------------ | ----------------- |
| The Un-Releases                                                     | 2000                  | -                     | -               | -            | Onofficieel album |
| Chicks on Speed Will Save Us All                                    | 2000                  | -                     | -               | -            | -                 |
| The Re-Releases of the Un-Releases                                  | 2000                  | -                     | -               | -            | -                 |
| 99 Cents                                                            | 2003                  | -                     | -               | -            | -                 |
| Press the Spacebar                                                  | 2004                  | -                     | -               | -            | -                 |
| Cutting the Edge                                                    | 2009                  | -                     | -               | -            | -                 |
| Artstravaganza                                                      | 2014                  | -                     | -               | -            | -                 |

### Singles
| Single met eventuele hitnotering(en) in de Nederlandse Top 40 | Datum van verschijnen | Datum van binnenkomst | Hoogste positie | Aantal weken | Opmerkingen                   |
| ------------------------------------------------------------- | --------------------- | --------------------- | --------------- | ------------ | ----------------------------- |
| Warm Leatherette                                              | 1997                  | -                     | -               | -            | met DJ Hell                   |
| Euro Trash Girl                                               | 1998                  | -                     | -               | -            | met Mäuse                     |
| Smash Metal                                                   | 1999                  | -                     | -               | -            | met DMX Krew                  |
| Mind Your Own Business                                        | 1999                  | -                     | -               | -            | met Pulsinger en Gaier/Reents |
| Glamour Girl                                                  | 1999                  | -                     | -               | -            | -                             |
| Kaltes Klares Wasser                                          | 2000                  | -                     | -               | -            | cover van Malaria!            |
| Split 7                                                       | 2000                  | -                     | -               | -            | met V/VM                      |
| Chix 52                                                       | 2000                  | -                     | -               | -            | -                             |
| The Chicks on Speed / Kreidler Sessions                       | 2001                  | -                     | -               | -            | met Kreidler                  |
| Fashion Rules                                                 | 2002                  | -                     | -               | -            | -                             |
| We Don't Play Guitars                                         | 2003                  | -                     | -               | -            | met Peaches                   |
| Wordy Rappinghood                                             | 2003                  | -                     | -               | -            | cover van Tom Tom Club        |
| Flame On                                                      | 2004                  | -                     | -               | -            | met Mika Vainio               |
| What Was Her Name?                                            | 2004                  | -                     | -               | -            | met Dave Clarke               |
| Art Rules                                                     | 2007                  | -                     | -               | -            | -                             |
| Super Surfer Girl                                             | 2008                  | -                     | -               | -            | -                             |
| 10 Years Thyssen Bornemisza Art Contemporary 21-Art Dump      | 2012                  | -                     | -               | -            | -                             |
| UTOPIA                                                        | 2014                  | -                     | -               | -            | -                             |
| We Are Data                                                   | 2017                  | -                     | -               | -            | remix van Cora Nova           |
| Vaccinate Me Baby                                             | 2021                  | -                     | -               | -            | -                             |